# Alpioniscus feneriensis
Alpioniscus feneriensis är en kräftdjursart som först beskrevs av Parona 1880.  Alpioniscus feneriensis ingår i släktet Alpioniscus och familjen Trichoniscidae. Inga underarter finns listade i Catalogue of Life.